# Onderstation Marnixstraat

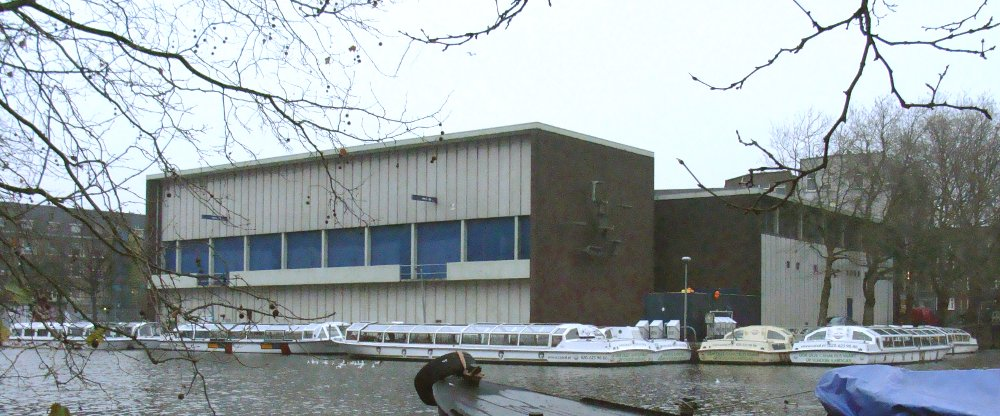
Het 50 kV-onderstation aan de Marnixstraat te Amsterdam, gezien vanaf de overkant van de Singelgracht. Het gebouw aan de voorkant is het 50 kV-schakelgebouw, aan de rechterkant zien we een van de 10 kV-gebouwen.

Onderstation Marnixstraat is een 50 kV-onderstation in Amsterdam. Het onderstation, dat in de jaren 60 is gebouwd voor het GEB Amsterdam, staat tussen de Marnixstraat en de Singelgracht, en vervangt een eerder onderstation op een locatie ernaast, dat moest wijken voor de bouw van de Europarking.

## Functie
Het station telt vijf transformatoren die de spanning omlaag transformeren van 50 kV naar 10 kV, die vervolgens naar de transformatorhuisjes in de omgeving wordt verdeeld. Het onderstation bestaat uit drie gebouwen: een 50 kV-schakelgebouw (waar vier 50 kV-circuits binnenkomen vanuit het schakelstation van de Centrale Hemweg) parallel aan de Singelgracht, en twee 10 kV-schakelgebouwen daar dwars op.
Bij metingen door TNO in opdracht van de GGD Amsterdam in 2006 bleek dat de sterkte van het magnetische veld ook buiten het terrein de advieswaarde van 0,4 μT overschreed, maar niet in woningen of op speelterreinen.

## Locatie
Het onderstation, evenals de naastgelegen parkeergarage en het Hoofdbureau van Politie, bevindt zich op de Groenmarktkade, een deel van het voormalige terrein van de centrale groente- en fruitmarkt, die in 1934 verhuisde naar de Centrale Markthallen.

## Kunstwerk
Op de oostmuur van het gebouw aan de Lauriergracht bevindt zich een wandsculptuur van de kunstenaar Hans Verhulst, Energie en tijd.